# 大同門映畫館
大同门映画馆（： Taetongmun yŏnghwagwan），是位于朝鲜民主主义人民共和国平壤市胜利街的电影院，坐落于大同江畔，建于1955年。
大同门映画馆为复古建筑风格，外立面设西洋柱廊。原本仅设一块银幕，2008年改建后又增设一块新银幕。大同门映画馆是平壤最著名的电影院，是朝鲜本土电影放映的旗舰影院。偶尔亦会放映外国电影，但这时不对公众开放。这里亦是平壤国际电影节的举办地。